# Gilberto Elsa
Gilberto Elsa (Lecco, 14 de enero de 1938) es un deportista italiano que compitió en natación. Ganó una medalla de bronce en el Campeonato Europeo de Natación de 1958 en la prueba de 4 × 100 m estilos.

## Palmarés internacional
| Campeonato Europeo | Campeonato Europeo | Campeonato Europeo | Campeonato Europeo |
| Año                | Lugar              | Medalla            | Prueba             |
| ------------------ | ------------------ | ------------------ | ------------------ |
| 1958               | Budapest (Hungría) | Medalla de bronce  | 4 × 100 m estilos  |